# Timothée Malendoma
Timothée Malendoma, né en 1935 dans la subdivision de Dékoa (Oubangui-Chari) et décédé le 12 décembre 2010, est un militaire et homme d'État centrafricain, Premier ministre du 4 décembre 1992 au 26 février 1993.

## Biographie
Engagé dans l'armée française en 1953, il sert en Indochine. De retour en Oubangui-Chari en 1956, il est Lieutenant de l'armée centrafricaine lorsqu'il participe au Coup d'État de la Saint-Sylvestre 1965, qui porta au pouvoir Jean-Bedel Bokassa. Il est notamment chargé de prendre le contrôle de Radio Centrafrique pendant lequel le gardien de nuit, un ancien combattant du Bataillon de Marche N°2 de l'Oubangui-Chari fut assassiné. Il intègre par la suite, le gouvernement mis en place par Bokassa comme Ministre des affaires économiques.
Il est élu par deux fois, député de la circonscription de Mala, lors des élections législatives de 1993 et 1998.
Président fondateur du Forum civique, il est candidat à l'élection présidentielle centrafricaine de 1993.